# Jambu yanomami
Espèce
Jambu yanomami est une espèce d'araignées mygalomorphes de la famille des Theraphosidae.

## Distribution
Cette espèce est endémique du Brésil. Elle se rencontre en Amazonas et au Roraima.

## Description
La carapace de la femelle holotype mesure 5,57 mm de long sur 5,24 mm et l'abdomen 6,17 mm de long sur 4,51 mm et la carapace du mâle paratype 5,82 mm de long sur 5,46 mm et l'abdomen 5,45 mm de long sur 3,92 mm.

## Systématique et taxinomie
Cette espèce a été décrite par Santos, Almeida, de Morais et Bertani en 2025.

## Étymologie
Cette espèce est nommée en l'honneur des Yanomami.

## Publication originale
- Santos, Almeida, Morais & Bertani, 2025 : « New species of Jambu Miglio, Perafán & Pérez-Miles, 2024 and Guyruita Guadanucci, Lucas, Indicatti & Yamamoto, 2007 (Araneae: Theraphosidae) from Brazil, with notes on Hapalopus Ausserer, 1875. » Zootaxa, no 5660(2), p. 243-254.